# Loram Maintenance of Way
Die Loram Maintenance of Way Inc. (abgekürzt LORAM) ist ein US-amerikanischer Hersteller von Gleiswartungszügen mit Sitz in der Nähe von Minneapolis.

## Unternehmen
Loram gehört nach eigenen Angaben zu den weltweit führenden Anbietern von Gleiswartungszügen.

## Geschichte
Das Unternehmen wurde 1954 in Hamel, Minnesota gegründet.
Seit September 2014 bestand eine 51 % Beteiligung am britischen Spezialfahrzeughersteller Railway Vehicle Engineering (RVEL). Im Juli 2016 übernahm Loram das Unternehmen ganz und firmierte es um in Loram UK Ltd.

## Produkte

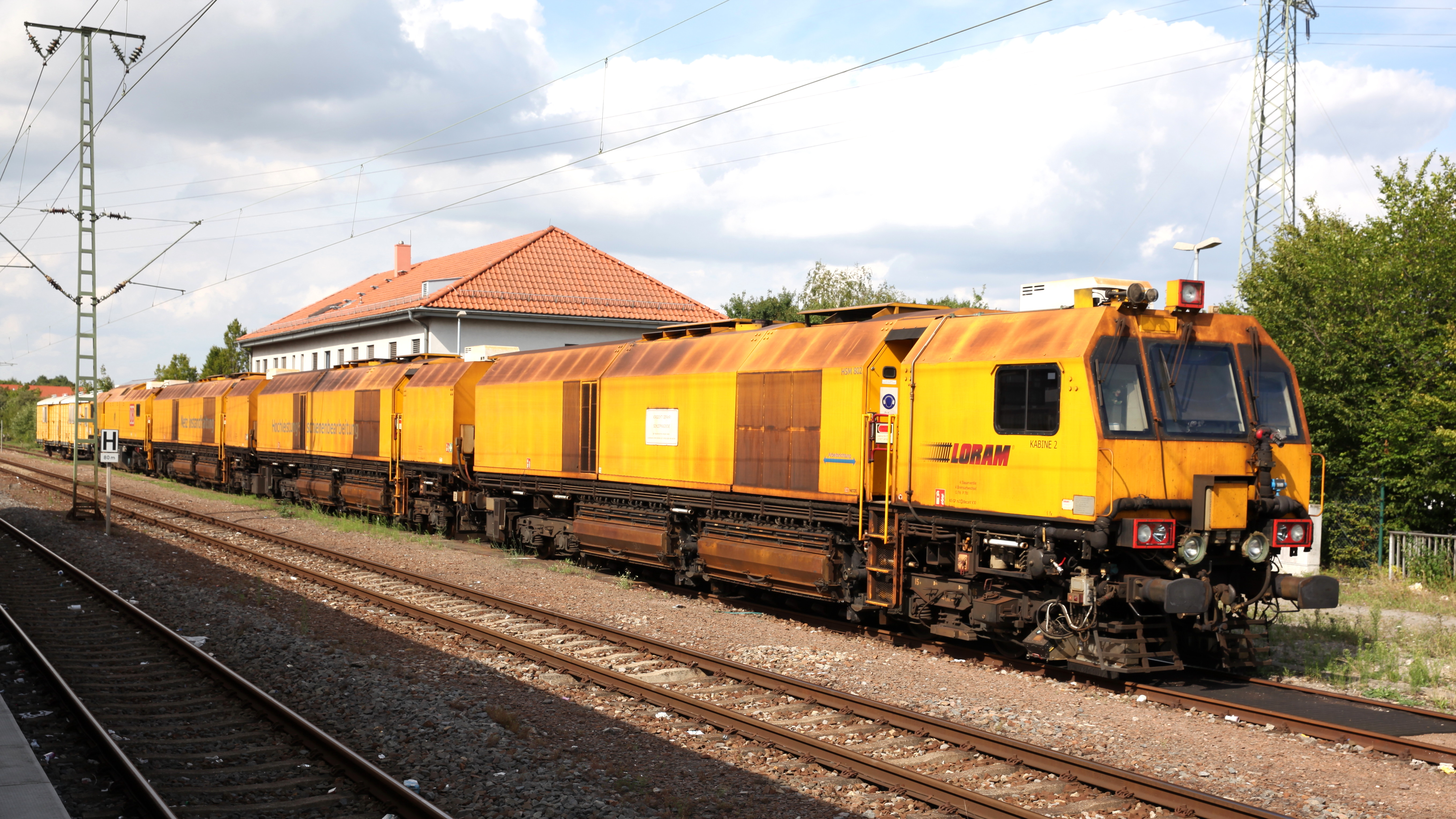
DB-Netz Schienenschleifzug Loram RGI 60 HSM 802

Loram produziert Schienenschleifzüge (Serien C, L, RG und RGI), Bettungsreinigungsmaschinen (Serie SBC) und Grabenbaggermaschinen (Serie DC). Das Unternehmen bietet deren Einsatz auch als Dienstleistung an.